# Don Winslow of the Navy
Don Winslow of the Navy est un comic strip d'aventure distribué dans la presse américaine par Bell Syndicate de mars 1934 à juillet 1955. Créé et écrit par le sous-officier de marine Frank Victor Martinek, il était illustré par Leon Beroth et Carl Hammond.
Il fait l'objet de nombreuses adaptations : un feuilleton radiophonique en 1938-39, deux serials en 1942 et 1943 et plusieurs comic book de 1943 à la fin des années 1950.
Dans le monde francophone, la série a été traduite sous le titre Bernard Tempête dans Le Journal de Mickey de janvier 1938 à septembre 1939 avant de faire l'objet d'aventures originales réalisées par Sogny jusqu'en 1944.